# Rogers Morton

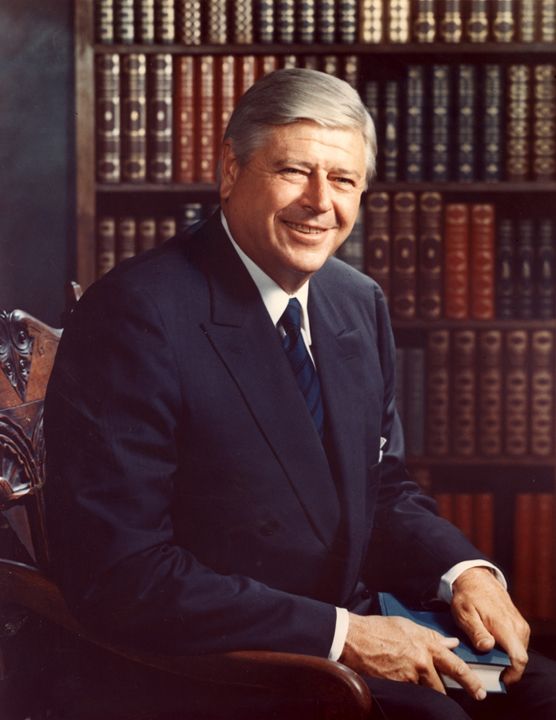
Rogers Morton

Rogers Clark Ballard Morton (* 19. September 1914 in Louisville, Kentucky; † 19. April 1979 bei Easton, Maryland) war ein US-amerikanischer Politiker, der unter den Präsidenten Richard Nixon und Gerald Ford Innenminister sowie unter Ford auch Handelsminister der Vereinigten Staaten war. Außerdem vertrat er den 1. Kongresswahlbezirk von Maryland im Repräsentantenhaus.

## Werdegang
Morton erreichte 1937 den Bachelor of Arts an der Yale University und diente im Zweiten Weltkrieg bei der United States Army, wo er den Rang eines Captain erreichte. Von 1939 bis 1951 arbeitete er bei der Ballard and Ballard Company, der er ab 1947 als Firmenchef vorstand.
Anfang der 1950er-Jahre zog Morton von Kentucky auf eine Farm ins Eastern Shore von Maryland. Von 1963 bis 1971 vertrat er Maryland im Repräsentantenhaus der Vereinigten Staaten. 1968 spielte er eine führende Rolle in Richard Nixons erfolgreicher Präsidentschaftskandidatur und wurde 1969 von diesem als Vorsitzender des Republican National Committee eingesetzt.
Bei den Wahlen von 1970 wurden Morton gute Chancen auf eine Ablösung von Joseph Tydings als Senator für Maryland zugeschrieben; er entschied sich jedoch, weiterhin den Vorsitz des Republican National Committee zu behalten.
Am 29. Januar 1971 wurde Morton der 39. Innenminister der Vereinigten Staaten. In seine Amtszeit fielen der Bau der Trans-Alaska-Pipeline, die Ölkrise von 1973 sowie die Anfänge des Alaska National Interest Lands Conservation Act. Er war der einzige von der Ostküste stammende Innenminister während des 20. Jahrhunderts.
Nach Nixons Rücktritt infolge der Watergate-Affäre blieb Morton bis 30. April 1975 auch unter Gerald Ford in seinem Amt. Im Anschluss war er vom 1. Mai 1975 bis zum 2. Februar 1976 der 22. Handelsminister der Vereinigten Staaten. Von April bis August 1976 arbeitete er als Wahlkampf-Manager für Ford und trat nach dessen Niederlage von seinen politischen Ämtern zurück. Drei Jahre später starb er auf seiner Farm in Maryland an Krebs.
Rogers Mortons Bruder Thruston Ballard war ebenfalls Politiker der Republikanischen Partei und gehörte beiden Kammern des US-Kongresses an.